# Nationale Frauen-Fußball-Meisterschaft 2015
Die Nationale Frauen-Fußball-Meisterschaft 2015 war die 12. Austragung des Fußball-Pokalwettbewerbs für südkoreanische Vereinsmannschaften der Frauen.
Das Pokalturnier fand zwischen den 11. August und dem 19. August 2015 statt. Die Spiele wurden in Munsu, im Munsu-Ersatzstadion ausgetragen.

## Teilnehmende Mannschaften
Am Pokalturnier nahmen die WK-League-Mannschaften teil. Außerdem dürften auch Mannschaften, die sich angemeldet haben, mit am Pokalturnier teilnehmen.
| WK-League die 6 Vereine der WK-League 2015                                                                                  | angemeldete Mannschaften |
| - Daejeon Sportstoto - Hwacheon KSPO WFC - Icheon Daekyo WFC - Incheon Hyundai Steel Red Angels - Seoul WFC - Suwon FMC WFC | - Chungcheongnam-do WFC  |

Anmerkung: Busan Sangmu WFC nahm am Pokal nicht teil.

## Gruppenphase

### Gruppe A
| Pl. | Verein                | Sp. | S | U | N | Tore    | Diff. | Punkte |
| --- | --------------------- | --- | - | - | - | ------- | ----- | ------ |
| 1.  | Hwacheon KSPO WFC     | 3   | 3 | 0 | 0 | 008:100 | +7    | 09     |
| 2.  | Seoul WFC             | 3   | 2 | 0 | 1 | 009:300 | +6    | 06     |
| 3.  | Suwon FMC WFC         | 3   | 1 | 0 | 2 | 007:400 | +3    | 03     |
| 4.  | Chungcheongnam-do WFC | 3   | 0 | 0 | 3 | 000:160 | −16   | 0      |

| 11. August 2015       |     |                       |
| Hwacheon KSPO WFC     | 2:0 | Seoul WFC             |
| 11. August 2015       |     |                       |
| Suwon FMC WFC         | 5:0 | Chungcheongnam-do WFC |
| 13. August 2015       |     |                       |
| Suwon FMC WFC         | 1:2 | Hwacheon KSPO WFC     |
| 13. August 2015       |     |                       |
| Chungcheongnam-do WFC | 0:7 | Seoul WFC             |
| 15. August 2015       |     |                       |
| Seoul WFC             | 2:1 | Suwon FMC WFC         |
| 15. August 2015       |     |                       |
| Hwacheon KSPO WFC     | 4:0 | Chungcheongnam-do WFC |

### Gruppe B
| Pl. | Verein                           | Sp. | S | U | N | Tore    | Diff. | Punkte |
| --- | -------------------------------- | --- | - | - | - | ------- | ----- | ------ |
| 1.  | Daejeon Sportstoto               | 2   | 2 | 0 | 0 | 006:200 | +4    | 06     |
| 2.  | Incheon Hyundai Steel Red Angels | 2   | 1 | 0 | 1 | 004:500 | −1    | 03     |
| 3.  | Icheon Daekyo WFC                | 2   | 0 | 0 | 2 | 002:500 | −3    | 0      |

| 11. August 2015                  |     |                                  |
| Incheon Hyundai Steel Red Angels | 3:1 | Icheon Daekyo WFC                |
| 13. August 2015                  |     |                                  |
| Icheon Daekyo WFC                | 1:2 | Daejeon Sportstoto               |
| 15. August 2015                  |     |                                  |
| Daejeon Sportstoto               | 4:1 | Incheon Hyundai Steel Red Angels |

## K.O.-Runde

### Halbfinale
Das Halbfinale fand am 17. August 2015 im Munsu-Ersatzstadion statt.
|                    | Ergebnis |                                  |
| ------------------ | -------- | -------------------------------- |
| Hwacheon KSPO WFC  | 1:3      | Incheon Hyundai Steel Red Angels |
| Daejeon Sportstoto | 2:1      | Seoul WFC                        |

### Finale
Das Finale fand am 19. August 2015 im Munsu-Ersatzstadion statt.
|                                  | Ergebnis |                    |
| -------------------------------- | -------- | ------------------ |
| Incheon Hyundai Steel Red Angels | 3:1      | Daejeon Sportstoto |